# 北京阜国数字技術
北京阜国数字技術有限公司（Beijing E-world Technology）は、劉丹副が総裁の中国の企業。中国独自の光ディスク規格であるEVDの策定の中心的な団体である。
EVDに関しては北京今典集団の張宝全が中心的な人物を果たしており、19社の企業が参加している。ハイアールをはじめ、広電電子（SVA）、新科（Shinco）、Xiaxin、裕興電子技術（Yuxing）、創維（Skyworth）、珠海金正電子工業（Nintaus）、万利達（Malata）、長虹（Changhong）、BBKなどほか9社である。
| スタブアイコン | サブスタブ | この項目は、まだ閲覧者の調べものの参照としては役立たない、企業に関連した書きかけの項目です。この項目を加筆・訂正などしてくださる協力者を求めています（PJ:経済）。 |